# Gazza
Gazza es un género de peces de la familia Leiognathidae. Fue descrito por Eduard Rüppell en 1835.

## Especies
- Gazza achlamys D. S. Jordan & Starks, 1917
- Gazza dentex (Valenciennes in Cuvier & Valenciennes, 1835)
- Gazza minuta (Bloch, 1795)
- Gazza rhombea Kimura, Yamashita & Iwatsuki, 2000
- Gazza squamiventralis Yamashita & Kimura, 2001